# Podławie
Podławie – kolonia w Polsce, położona w województwie zachodniopomorskim, w powiecie myśliborskim, w gminie Myślibórz.
| SIMC    | Nazwa   | Rodzaj  |
| ------- | ------- | ------- |
| 0184780 | Płośno  | kolonia |
| 0184796 | Sądkowo | kolonia |

W latach 1975–1998 kolonia administracyjnie należała do województwa gorzowskiego.